# Senhor do Bonfim (kommun)
Senhor do Bonfim är en kommun i Brasilien.   Den ligger i delstaten Bahia, i den östra delen av landet, 1 000 km nordost om huvudstaden Brasília. Antalet invånare är 74 431.
Följande samhällen finns i Senhor do Bonfim:
- Senhor do Bonfim

Omgivningarna runt Senhor do Bonfim är huvudsakligen savann. Runt Senhor do Bonfim är det ganska glesbefolkat, med 42 invånare per kvadratkilometer.